# Wehrholz (Langgöns)
Das Wehrholz ist ein Waldgebiet östlich der Landesstraße 3129 und des Kleebachs bei Dornholzhausen und Niederkleen, Gemeinde Langgöns in Deutschland. Es handelt sich um einen Eichen-Buchen-Mischwald. Der Wald ist vollständig als FFH-Gebiet und teilweise als Naturschutzgebiet ausgewiesen.
Der Kampfmittelräumdienst des Landes Hessen geht davon aus, dass in einem Waldbereich südlich der Landesstraße L3133 im Boden Kampfmittel aus der Zeit des Zweiten Weltkriegs vorhanden sind. Die Luftwaffe hatte in diesem Bereich den getarnten Flugplatz Kirch-Göns betrieben, der zu Kriegsende bombardiert wurde. Die Fläche grenzte später an die Ayers-Kaserne der US Army in Kirch-Göns an. Da die Gemeinde nicht 750.000 Euro für die Kampfmittelsuche ausgeben mochte, wurden 25 Hektar des Waldes im Februar 2019 als Wirtschaftswald stillgelegt. Geplant war die Umwandlung in einen Naturwald.
Bereits 1988 wurden 28,6 ha im Waldgebiet als Naturschutzgebiet Wehrholz ausgewiesen (zuletzt geändert im Jahr 1992). Der Schutzbereich schließt östlich an den ehemaligen Kalksteinbruch und Truppenübungsplatz nördlich von Niederkleen an, der zwischenzeitlich als Motocross-Gelände genutzt wurde. Der Schutztitel soll "einen regional seltenen Kalk-Buchenwald und einen überregional seltenen sickerfrischen Ahorn-Eschenwald als Standort seltener und bestandsgefährdeter Pflanzen- und Tierarten erhalten und langfristig sichern."
Seit 2008 ist der gesamte Waldbereich als FFH-Gebiet Wehrholz ausgewiesen. Der Schutz zielt vor allem auf die Erhaltung des artenreichen Waldmeister-Buchenwalds und des Kalkgesteins sowie der häufigen Gelbbauchunke; zudem sollte dem Kalkabbau von Westen her in das Schutzgebiet hinein vorgebeugt werden. Im Wald dominieren die Lebensraumtypen Hainsimsen-Buchenwald, Waldmeister-Buchenwald, Eichen-Hainbuchenwald sowie Labkraut-Eichen-Hainbuchenwald in Kombination mit einigen Offenlandflächen, teilweise auch Halbtrockenrasen. Die Kreuzkröte und die Zauneidechse kommen im Gebiet häufig vor, eine Reihe besonderer Schmetterlingsarten, Heuschrecken und trockenliebender Pflanzen konnten ebenfalls festgestellt werden.